# Latin house
Latin house är en genre inom housemusiken. Latin house har Housekaraktär men med stora influenser från salsa och Brasiliansk musik.